# 구스만 엘 부에노역
구스만 엘 부에노 역(스페인어: Guzmán el Bueno)은 마드리드 지하철의 환승역이다. 6호선과 7호선이 지난다. 마드리드 참베리 구의 바예에르모소 지역과 몽클로아아라바카 구의 시우다드우니베르시타리아 지역 사이에 걸쳐 있으며, 레이나 대로 지하에 위치해 있다. 요금구역상으로는 A구역에 속한다.
역명은 중세 스페인의 귀족이었던 알론소 페레스 데 구스만 (구스만 엘 부에노)에서 따온 것이다.

## 역사
1987년 1월 13일 6호선의 콰트로 카미노스 - 시우다드 우니베르시타리아 연장구간 개통과 함께 문을 열었다. 개통 당시 구스만 엘 부에노 역은 지상에서 40m 깊이에 위치해 있어 마드리드 지하철에서 가장 깊은 역 중 하나였다. 6호선의 승강장은 구스만 엘 부에노를 상징하는 탑과 검 그림의 타일 모자이크로 장식되어 있다.
1999년 2월 12일에는 7호선의 카날 - 발데사르사 구간 연장과 함께 문을 열면서 환승역이 되었다. 7호선 개통 당시 엘레베이터가 새로 설치되어 접근이 편리해졌다.

## 환승 정보
역 주변에 시내버스 정류장이 여섯 곳 있다.
버스
- 시내버스
  - 2, 44, 45, C1, C2, F번 노선 (주간)
  - N21번 노선 (야간)

지하철
| 마드리드 지하철                          | 마드리드 지하철       | 마드리드 지하철            |
| ---------------------------------------- | --------------------- | -------------------------- |
| 콰트로 카미노스 순환선                   | 마드리드 지하철 6호선 | 메트로폴리타노 순환선      |
| 이슬라스 필리피나스 오스피탈 델 에나레스 | 마드리드 지하철 7호선 | 프랑코스 로드리게스 피티스 |